# Dinner for One
Dinner for One sau The 90th Birthday (în germană Der 90. Geburtstag) este un film-schiță de comedie scris de autorul britanic Lauri Wylie ca piesă de teatru. A fost filmat la postul de televiziune german Norddeutscher Rundfunk (NDR) în 1963, în limba engleză, cu o scurtă introducere în germană. Este o înregistrare video în alb-negru cu durata de 18 minute, în care au jucat actorii britanici de comedie Freddie Frinton și May Warden.
Filmul este difuzat în fiecare an în timpul sărbătorilor de iarnă la mai multe posturi de televiziune din Europa de nord și Scandinavia, precum și în țări ca Australia și Africa de Sud, rămânând practic necunoscut în țara de origine a actorilor, Regatul Unit, unde a fost difuzat pentru prima dată abia în 2018. Cu excepția câtorva parodii, Dinner for One nu este popular nici în Statele Unite. În Germania, pe de altă parte, este cel mai frecvent difuzat program de televiziune.

## Subiect
Aristocrata Miss Sophie își aniversează cei 90 de ani împliniți. Ea își invită în fiecare an prietenii la o cină cu această ocazie: Sir Toby, amiralul von Schneider, domnul Pomeroy și domnul Winterbottom. Este singura care a rămas în viață, dar continuă să organizeze cina, prefăcându-se că prietenii sunt în viață și așezați în jurul mesei. Bătrânul ei servitor James îi susține fantezia, cu puțină reticență, jucând rolul, pe rând, a fiecărui dintre invitați.
Mâncarea și băuturile sunt aranjate pe o masă la perete. Între acesta și masa cinei, pe podea este întinsă o blană de tigru, cu un cap imens, de care James se împiedică aproape de fiecare dată când servește ceva. Miss Sophie stă la capătul îndepărtat al mesei, lângă scările spre etajul superior. Cina este una tradițională: o masă cu patru feluri de mâncare servite à la russe: supă la aperitiv, apoi eglefin, după care pui la felul principal, iar la desert fructe.
La fiecare fel de mâncare James urmează același algoritm. Mai întâi așază o farfurie cu mâncare în fața lui Miss Sophie. Aceasta alege ce băutură să servească cu mâncarea: vin sherry sec, vin alb, șampanie și, la sfârșit, vin de Porto. James întreabă: "The same procedure as last year, Miss Sophie?" („Aceeași procedură ca și anul trecut, Miss Sophie?”), iar răspunsul este întotdeauna "The same procedure as every year, James!" („Aceeași procedură ca în toți anii, James!”).
James umple paharul lui Miss Sophie și apoi cele patru pahare ale „invitaților”. Duce sticla la loc, iar când se întoarce se oprește în dreptul fiecăruia dintre invitați și rostește un toast în glasul și manierele invitatului-lipsă, după care bea până la fund. După fiecare fel de mâncare James devine tot mai beat, astfel întâmplările hazlii (pierderea echilibrului, sughițuri, dicție indescifrabilă etc.) având loc tot mai des.
La sfârșitul cinei, Miss Sophie, care nu pare a fi beată, îl anunță pe James că pleacă la culcare. Acesta o conduce spre scară, moment în care schimbul obișnuit de replici se repetă, cu o replică în plus a lui James la sfârșit: "Well, I'll do my very best!" („Ei bine, o să fac tot posibilul!”).

## Origine
Premisa schiței – un bărbat care bea alcool și devine tot mai beat – este, în general, atribuită actorului american Red Skelton, care a scris o schiță similară pentru vodevilurile sale prin 1928 (oferindu-i actriței Lucille Ball permisiunea de a utiliza ideea în episodul "Lucy Does a TV Commercial" din serialul I Love Lucy). Nu se știe cu exactitate când a scris Wylie schița; pentru prima dată spectacolul a fost montat cel târziu în 1934. Frinton și Warden jucau rolurile din Dinner for One încă din 1945, iar Frinton a moștenit drepturile asupra schiței în 1951 după decesul lui Wylie. Schița a fost montată și în alte locuri, de exemplu în John Murray Anderson's Almanac la Imperial Theatre în 1953, cu Hermione Gingold în rolul lui Miss Sophie și Billy DeWolfe în rolul lui James.
În 1962, showmanul german Peter Frankenfeld și regizorul Heinz Dunkhase au descoperit Dinner for One la o reprezentație în Blackpool. Schița a fost montată în cadrul spectacolului live al lui Frankenfeld și a fost înregistrată la 8 iulie 1963 la Theater am Besenbinderhof în Hamburg, în fața unui public spectator. Cântecul din introducere, Charmaine, a fost compus de Lew Pollack și interpretat de orchestra lui Victor Silvester. Conform canalului Norddeutscher Rundfunk, Frinton și Warden au fost remunerați cu 4.150 de mărci germane fiecare. Spectacolul a fost difuzat ocazional până în 1972, de când este rulat cu regularitate în fiecare an.

## Difuzare
Schița este difuzată tradițional în Ajunul Anului Nou în țările vorbitoare de germană. În Germania, versiunea completă de 18 minute este difuzată, de obicei, pe Das Erste după-amiaza, iar canalele regionale o difuzează de mai multe ori după-amiaza și seara. În Austria, ORF Eins pune pe post filmul complet în jurul orei 23:30. Televiziunea publică elvețiană SRF emite propria versiune de 11 minute în jurul orei 19:00 pe SRF 1 și la 23:50 pe SRF zwei.
A devenit o tradiție de Anul Nou și în țările scandinave. În Suedia, filmul este difuzat din 1976. Nu a fost difuzat timp de șase ani, fiind considerat impropriu din cauza comportamentului iresponsabil al lui James, dar a fost readus în grilă în cele din urmă datorită presiunii telespectatorilor. Rețeaua de televiziune daneză DR difuzează filmul din 1980, cu excepția anului 1985 când a suspendat-o din aceleași motive ca în Suedia, stârnind la fel nemulțumirea telespectatorilor. În Norvegia, comedia este difuzată pe 23 decembrie, la fel din 1980. În 1992, a fost pusă pe post cu 15 minute mai devreme, ceea ce a provocat nemulțumiri, televiziunea fiind nevoită să mai reproducă o dată filmul în acea seară.
Filmul este difuzat anual în noaptea de Revelion în Australia (din 1989) și Africa de Sud, rămânând a fi mai puțin cunoscut în Europa non-germanică. A fost difuzat o perioadă scurtă în SUA, de HBO, în anii 1970.
Schița este aproape necunoscută în Regatul Unit, fiind difuzată pentru prima dată de canalul de televiziune britanic Sky Arts la Revelionul din 2018, cu subtitrări în engleză pentru secvența în limba germană.
Deși schița este populară în țări nevorbitoare de engleză, ea este de obicei difuzată în original, fără dublaje sau subtitrare. Dialogul este ușor de înțeles cu o cunoaștere minimă a limbii engleze, datorită procedeelor de comedie bazate pe alte tehnici decât dialogul.

## Versiuni ulterioare
Canalul de televiziune NDR a înregistrat alte câteva versiuni în 1963. Televiziunea daneză pune pe post una din ele în care nu se aude publicul spectator.
O versiune de 11 minute a fost creată de Schweizer Fernsehen (Televiziunea elvețiană). Aceasta conține mai puține scene cu băuturi alcoolice și a fost preluată și în Suedia, unde televiziunea de stat SVT interzise filmul timp de mai mulți ani.
Atât versiunea de 18 minute, cât și cea de 11 minute au fost lansate pe DVD în Germania.
În 1977, televiziunea publică olandeză a filmat o versiune în neerlandeză cu Joop Doderer în rolul lui James, dar aceasta nu a devenit la fel de celebră ca originalul.
În 1999, NDR a lansat o versiune color.
În Danemarca a fost filmată o parodie a schiței, denumită „80 års fødselsdagen” („Cea de-a 80-a aniversare”), în care prietenii lui Miss Sophie sunt în viață, așezați la masă. Au fost produse și alte versiuni în diferite dialecte germane, inclusiv una în germana de jos, precum și diverse reconstituiri sau parodii executate de o varietate mare de actori de comedie. În una din versiuni apare marioneta germană Bernd das Brot.
La 24 decembrie 2011, pe YouTube a fost încărcată o versiune satirică, intitulată "The 90th Euro rescue summit, or Euros for No One" („Al 90-lea summit de salvare a euro sau Euro pentru nimenea”), produsă de Udo Eling și de radiodifuzorul de stat german ARD. În parodie, cancelarul german Angela Merkel este Miss Sophie, iar președintele francez Nicolas Sarkozy este James. Cei doi poartă un dialog în germană (și puțină franceză) despre criza datoriilor europene.
În 2016, Netflix a produs o parodie în care oaspeții sunt înlocuiți cu personaje din seriale ale Netflix, și anume Saul Goodman din Breaking Bad și Better Call Saul, Frank Underwood din House of Cards, Pablo Escobar din Narcos și Crazy Eyes din Orange is the New Black.

## Moștenire
Replica "Same procedure as every year" (în original) a devenit o frază înaripată. Aceasta a intrat în vocabularul cotidian atât în Germania, cât și în Luxemburg, Norvegia și alte țări. În cazul Norvegiei și Danemarcei, replica este folosită ironic cu referire la sărbătoarea de Crăciun ca atare.
Motivul pentru care filmul a rămas unul obscur în majoritatea țărilor este investigat în articolul "Dinner for One: The greatest cult film you’ve never heard of" (din engleză „Dinner for One: cel mai faimos film cult despre care nu ai auzit niciodată”). În 2003, producătorul de televiziune danez Paul Anthony Sørensen a regizat și produs un documentar despre Dinner for One, cu interviuri ale rudelor lui Freddie Frinton și May Warden. Documentarul fost nominalizat la Rose d'Or în 2004.
Deutsche Post a emis un timbru comemorativ la 11 octombrie 2018.